# Đuôi cụt sọc lam
Đuôi cụt sọc lam, tên khoa học Erythropitta arquata, là một loài chim trong họ Pittidae. Nó là loài đặc hữu của đảo Borneo.